# 17934 Deleon
17934 Deleon este un asteroid din centura principală de asteroizi.

## Descriere
17934 Deleon este un asteroid din centura principală de asteroizi. A fost descoperit pe 12 aprilie 1999 la Socorro, New Mexico, în cadrul proiectului LINEAR. Asteroidul prezintă o orbită caracterizată de o semiaxă mare de 2,37 ua, o excentricitate de 0,07 și o înclinație de 6,7° în raport cu ecliptica.